# 小淀镇
小淀镇，是中华人民共和国天津市北辰区下辖的一个乡镇级行政单位。

## 行政区划
小淀镇下辖以下地区：
秀河园社区、嘉阳花园社区、兰禾嘉苑社区、荣辰花园社区、碧樾园社区、青樾园社区、小淀村、刘安庄村、小贺庄村、赵庄村和温家房子村。